# Greyhound (canção)
Greyhound é uma canção do grupo house music sueco Swedish House Mafia. Supostamente era um remix do bootleg mix de "Time" de Hans Zimmer, contudo Alex já veio desmentir esta informação. A canção lançado mundialmente em 12 de março de 2012, como a canção de abertura e terceiro single do álbum Until Now (2012), sendo lançado como download digital no iTunes Store.

## Vídeo da música
Um vídeoclipe acompanhou o lançamento do single "Greyhound" quando foi lançado no YouTube em 13 de março de 2012, um comprimento total de três minutos e vinte dois segundos. O vídeo inicia-se com três grupos de pessoas dirigindo rumo a um deserto em carros, e cada um eles têm um cor (azul, amarelo e laranja). Em seguida, o vídeo foca em Axwell, Sebastian Ingrosso e Steve Angello, colocando auscultadores. Os auscultadores, em seguida, cria cargas elétricas que geram bolhas coloridas em torno do grupo Swedish House Mafia. Axwell é amarelo, Angello é laranja e Ingrosso é azul, sendo que o grupo, estão ligados a três cães e, as pessoas nos carros, são os pilotos dos cães de corrida. É colocado um coelho que paira sobre o chão, com o objetivo de fazer com que os greyhounds comecem a perseguí-lo. No final da corrida, todos vencem.

## Recepção da crítica
Laidback Luke comentou a canção: "Estou tão orgulhoso deles, outra música dance no topo das paradas de SHM". O produtor holandês Sander Van Doorn, também comentou sobre a canção: "Outro grande sucesso do grupo, eu desejo o melhor".

## Lista de faixas
- Download digital

1. "Greyhound" – 6:51

## Gráficos e certificações
| País/Parada (2012)                          | Melhor posição |
| ------------------------------------------- | -------------- |
| Áustria (Ö3 Austria Top 40)                 | 42             |
| Bélgica (Ultratop 50 Flanders)              | 9              |
| Bélgica (Ultratop 40 Valônia)               | 10             |
| Dinamarca (Hitlisten)                       | 21             |
| Escócia (Scottish Singles and Albums Chart) | 7              |
| Estados Unidos (Hot Dance Club Songs)       | 14             |
| Finlândia (Suomen virallinen lista)         | 16             |
| França (SNEP)                               | 72             |
| Irlanda (Irish Singles Chart)               | 25             |
| Países Baixos (Dutch Top 40)                | 29             |
| Países Baixos (MegaCharts)                  | 12             |
| Reino Unido (UK Dance Chart)                | 3              |
| Reino Unido (UK Singles Chart)              | 13             |
| Suécia (Sverigetopplistan)                  | 22             |
| Suíça (Schweizer Hitparade)                 | 33             |

| País/Parada (2012)                        | Melhor posição |
| ----------------------------------------- | -------------- |
| França (SNEP)                             | 185            |
| Reino Unido (The Official Charts Company) | 84             |

| País         | Certificação |
| ------------ | ------------ |
| Suécia (GLF) | 3× Platina   |

## Histórico de lançamento
| País           | Data                | Formato          | Gravadora |
| -------------- | ------------------- | ---------------- | --------- |
| Estados Unidos | 12 de março de 2012 | Download digital | EMI       |
| Irlanda        | 12 de março de 2012 | Download digital | EMI       |
| Reino Unido    | 12 de março de 2012 | Download digital | EMI       |